# Younghi Pagh-Paan
Younghi Pagh-Paan (* 30. November 1945 in Cheongju, Südkorea) ist eine südkoreanische Komponistin. Sie lebt in Bremen und Panicale, Italien.

## Leben
Von 1965 bis 1972 studierte sie Komposition und Musikwissenschaft an der Staatlichen Universität Seoul. 1974 kam sie nach Deutschland und studierte bis 1979 an der Hochschule für Musik Freiburg Komposition bei Klaus Huber (ihrem Lebensgefährten), Analyse bei Brian Ferneyhough, Musiktheorie bei Peter Förtig und Klavier bei Edith Picht-Axenfeld.
Pagh-Paan legte sich ihren Künstlernamen in den 1970er Jahren zu, indem sie zu ihrem in Korea sehr häufig vorkommenden Familiennamen Pagh den Zusatz Paan (kor. 파안, Hanja 琶案) ergänzte. Pa (琶) symbolisiert das Musikalische und bezieht sich auf das Musikinstrument Pipa (琵琶) und an (案) auf das Planende, was zusammen die Komponistin widerspiegelt. Daneben gibt es dieselbe sinokoreanische Lesung paan auch bei den Hanja 破顔 in 破顔大笑 (파안대소), was so viel wie „in lautes Gelächter ausbrechen“ bedeutet.

In ihren Kompositionen versucht sie eine Verbindung von koreanischer Folklore und Avantgarde.

„...ohne Zweifel stehe ich erst am Anfang einer Entwicklung, deren Ufer ich noch nicht absehen kann. Ich möchte mich aber auf eines verlassen können: Dass ich keine Musik schreiben werde, die mich von dem entfernt, was mir als Wurzel unserer Kultur bis heute innewohnt.“

International bekannt machte sie die Aufführung ihres Orchesterwerkes Sori bei den Donaueschinger Musiktagen 1980. Ab 1994 lehrte sie als Professorin für Komposition an der Hochschule für Künste Bremen, wo sie das Atelier Neue Musik gründete, das sie bis zu ihrer Emeritierung 2011 leitete. Zur Emeritierung wurde ihr die Bremische Medaille für Kunst und Wissenschaft verliehen.

## Werke (Auswahl)
- 1978/79 – NUN für Stimme, Schlagzeug und 18 Instrumente
- 1980 – Sori für großes Orchester
- 1984 – AA-GA I für Violoncello
- 1987 – NIM für großes Orchester
- 1995/96 – SOWON / Wunsch für Sopran und 10 Instrumente
- 1996–1998 – NE MA-UM für Akkordeon und Rasseln
- 2006 – Mondschatten, Kammermusiktheater
- 2007 – Das Universum atmet, es wächst und schwindet für Orchester mit koreanischen traditionellen Instrumenten
- 2011 – Hohes und tiefes Licht, Doppelkonzert für Violine, Viola und Orchester
- 2015 – Gebete für Mezzosopran und Orgel
- 2017 – Horizont auf hoher See für Streichquartett
- 2018 – Uns dürstete für Klarinette, Altsaxophon und Schlagzeug
- 2019 – Im Sternenlicht für Sextett (Flöte, Oboe, Klarinette, Violine, Viola und Violoncello)

## Auszeichnungen
- 1978 1. Preis beim 5. Komponistenseminar im Künstlerhaus Boswil, Schweiz
- 1979 1. Preis beim International Rostrum of Composers, UNESCO, Paris
- 1979 Nan-Pa-Musikpreis in Korea
- 1980 1. Preis der Stadt Stuttgart
- 1995 Heidelberger Künstlerinnenpreis
- 2006 Lifetime Achievement Award der Staatlichen Universität Seoul
- 2007 Order of Civil Merit der Republik Korea (Südkorea)
- 2011 Senatsmedaille für Kunst und Wissenschaft der Freien Hansestadt Bremen
- 2015 Preis der Europäischen Kirchenmusik
- 2020 Großer Kunstpreis Berlin

## Schüler
- Joachim Heintz (* 1961)
- Klaus Lang (* 1971)
- Genoël von Lilienstern (* 1979)
- Brigitta Muntendorf (* 1982)
- Ezzat Nashashibi (* 1964)
- Samir Odeh-Tamimi (* 1970)
- Rucsandra Popescu (* 1980)
- Elnaz Seyedi (* 1982)
- Joanna Wozny (* 1973)